# Gerda Schmidt-Panknin
Gerda Schmidt-Panknin (née le 9 août 1920 à Lüchow, Schleswig-Holstein et morte le 5 mars 2021 à Kappeln) est une femme peintre allemande.

## Biographie
Née à Lüchow, elle vit et travaille à Kappeln où sa famille se trouve depuis 1935. Elle a étudié à l'académie des arts de Brème. Certains de ses tableaux sont exposés dans les musées du Schleswig-Holstein.